# シャロン・テート
シャロン・テート（Sharon Tate、本名：Sharon Marie Tate、1943年1月24日 - 1969年8月9日）は、アメリカ合衆国の女優。映画監督ロマン・ポランスキーの妻で妊娠中だったが、1969年に自宅で友人たちとともに狂信的なカルト信者らに刺され、26歳で母子ともに亡くなったことで知られる。代表作は『吸血鬼』。

## 略歴

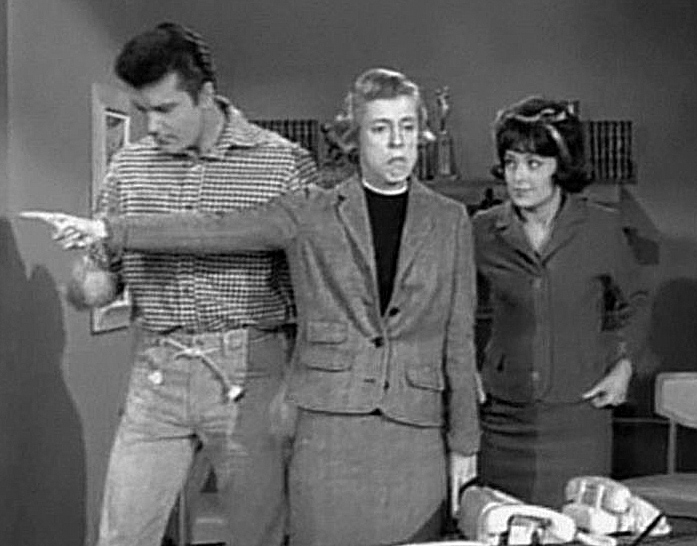
1964年『じゃじゃ馬億万長者』のエピソード「The Giant Jackrabbit」よりマックス・ベア・ジュニア、ナンシー・クルプと共に（向かって右の黒いかつらを着けているのがジャネット・トレゴ役のテート）。

テキサス州ダラス出身。父親が軍人だったため、子ども時代は世界各地を転々とする。高校生の頃にはイタリアに居住しており、現地で数本の映画にエキストラとして出演。その後CMに出演したほか、モデルとしても活動した。ハリウッドに渡り、映画「卑怯者の勲章」（1964年）などに端役で登場。人気TVシリーズ「じゃじゃ馬億万長者」でブレイクし、1966年の「Eye of the Devil（原題）」で本格的なスクリーンデビューを飾る。映画『吸血鬼』で共演したのが縁で1968年1月20日に映画監督のロマン・ポランスキーと結婚した。同年にはブルース・リー監修のもとでアクションにトライした『サイレンサー第4弾／破壊部隊』が公開。ポランスキーとの第1子妊娠も分かり、私生活、女優としてのキャリアともに順風満帆だったが、翌1969年8月9日、狂信的カルト指導者チャールズ・マンソンの信奉者達の一人、スーザン・アトキンス（en）ら3人組によって、一緒にいた他の3名の友人達と、たまたま通りがかって犯行グループに声を掛けた1名と共にロサンゼルスの自宅で殺害された。
マンソンはシャロンの前にその家に住んでいたテリー・メルチャー（en）が、マンソンの音楽をメジャーデビューさせられなかったことを恨みに思っていた。当時シャロンは妊娠8か月で、襲撃を受けた際に「子供だけでも助けて」と哀願したというが、それが仇となりアトキンスらにナイフで計16箇所を刺されて惨殺された。ポランスキーは、生まれることなく死んだわが子にテートと自らの父の名を取ってポール・リチャードと名付け、テートとともに埋葬した。
事件の10年後、彼女の母親ドリス・テートは殺害犯がカルト的信奉を得、仮釈放の可能性が生じたことを嫌悪し、殺害犯の釈放反対運動に参加した。彼女の運動は公の注目となり、州法修正システムへの批判は1982年のカリフォルニア州刑法修正に結びついた。これらの修正で犯罪被害者とその家族が、判決および仮釈放審問において陳述を行うことが可能となった。彼女は新法の下、娘の殺害犯チャールズ・マンソンの仮釈放審問において陳述を行った最初の人物となった。
テート殺害実行犯の主犯スーザン・アトキンスは、1971年に死刑判決が下ったが、カリフォルニア州の死刑一時撤廃に伴い、マンソンらとともに終身刑に減刑され、2009年9月24日に同州の刑務所で脳腫瘍のため獄中死。マンソンはその後も服役したが、2017年11月19日に死亡した。

## 出演作品

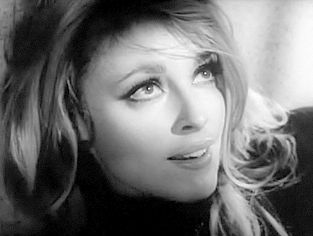
『Eye of the Devil』（1966年）

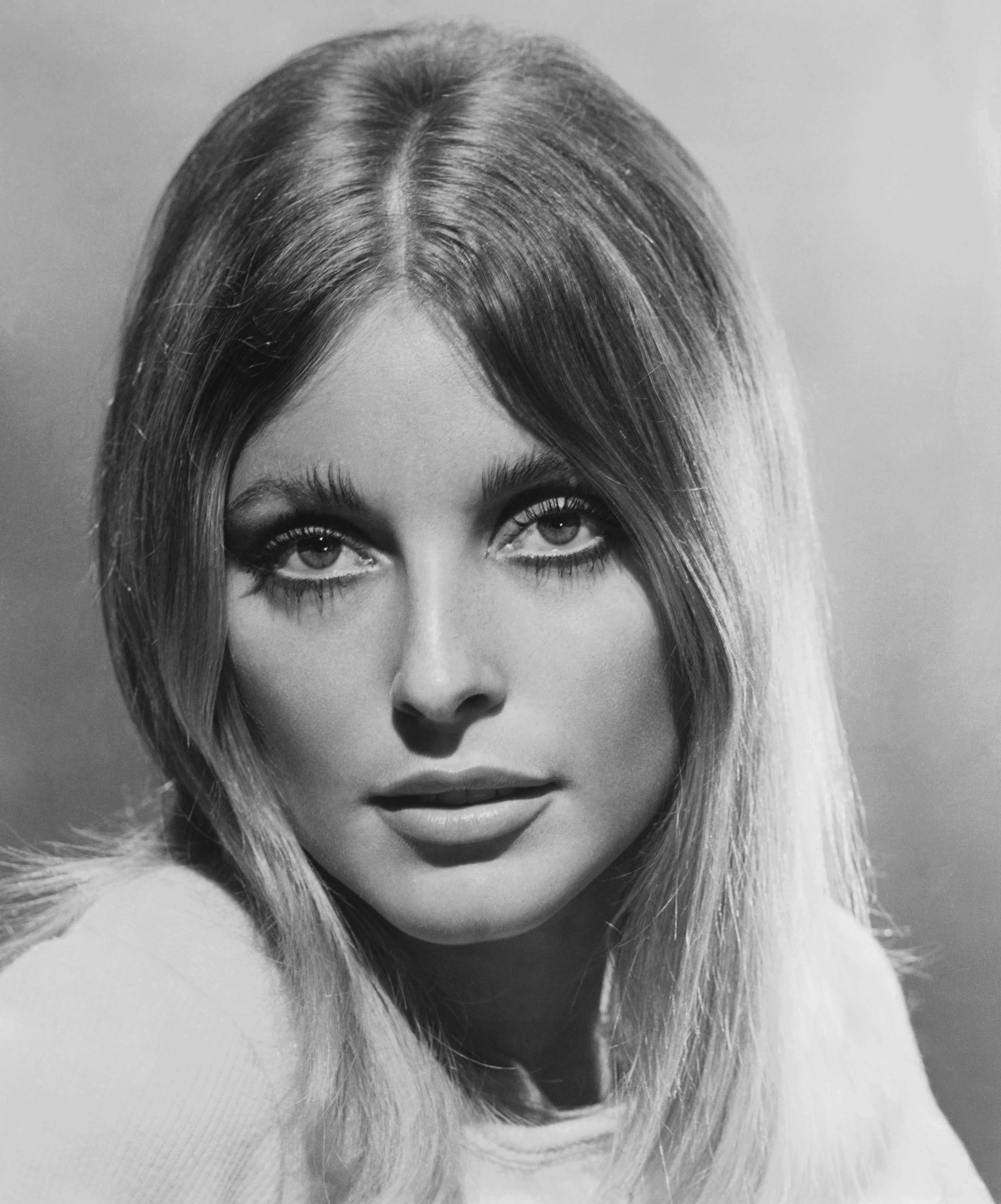
『哀愁の花びら』（1967年）

### 映画
- バラバ（Barabbas）（1961年）
- 青年（Hemingway's Adventures of a Young Man）（1962年）
- 卑怯者の勲章（The Americanization of Emily）（1964年）
- Eye of the Devil（1966年）
- 吸血鬼（1967年）
- サンタモニカの週末（Don't Make Waves）（1967年）
- 哀愁の花びら（Valley of the Dolls）（1967年）
- サイレンサー/破壊部隊（The Wrecking Crew）（1968年）
- The Thirteen Chairs（1969年、死後に公開）

### テレビドラマ
- じゃじゃ馬億万長者（1962年-1971年）
- ミスター・エド（Mister Ed）（1963年）
- 0011ナポレオン・ソロ（1965年）